# Neale Lavis
Neale John Lavis (1930. június 11. – 2019. október 7.) olimpiai bajnok ausztrál lovas.

## Pályafutása
Az 1960-as római olimpián lovastusa csapatversenyben Laurence Morgannel és Bill Roycrofttal olimpiai bajnok lett. Egyéniben ezüstérmet szerzett Mirrabooka nevű lovával.

## Sikerei, díjai
- Olimpiai játékok – lovastusa
  - aranyérmes: 1960, Róma (csapat)
  - ezüstérmes: 1960, Róma (egyéni)